# ISO 3166-2:DK
ISO 3166-2:DK is een ISO-standaard met betrekking tot de zogenaamde geocodes. Het is een subset van de ISO 3166-2 tabel, die specifiek betrekking heeft op Denemarken. 
De gegevens werden tot op 13 december 2011 geüpdatet op het ISO Online Browsing Platform (OBP). Hier worden 5 regio’s -  region (en) / région (fr) / region (da) - gedefinieerd.
Volgens de eerste set, ISO 3166-1, staat DK voor Denemarken, het tweede gedeelte is een tweecijferig nummer.

## Codes
| Code  | Nederlands      | Deens       |
| ----- | --------------- | ----------- |
| DK-84 | Hoofdstad       | Hovedstaden |
| DK-82 | Midden-Jutland  | Midtjylland |
| DK-81 | Noord-Jutland   | Nordjylland |
| DK-85 | Seeland         | Sjælland    |
| DK-83 | Zuid-Denemarken | Syddanmark  |